# Orconikidze (ort i Azerbajdzjan, Sjämkir)
Orconikidze är en ort i Azerbajdzjan.   Den ligger i distriktet Şəmkir Rayonu, i den västra delen av landet, 300 km väster om huvudstaden Baku. Orconikidze ligger 1 404 meter över havet och antalet invånare är 128.
Terrängen runt Orconikidze är kuperad åt nordväst, men åt sydost är den bergig. Närmaste större samhälle är Shamkhor, 15,3 km norr om Orconikidze.
Trakten runt Orconikidze består i huvudsak av gräsmarker. Runt Orconikidze är det ganska glesbefolkat, med 42 invånare per kvadratkilometer.